# Pedro (nummer)
"Pedro" is een nummer van de Italiaanse zangeres Raffaella Carrà, van haar album Mi Spendo Tutto. In 2024 werd het nummer geremixt door de Duitse producers Jaxomy en Agatino Romero, wat leidde tot een enorm succes.
Bijna drie jaar na de dood van Raffaella Carrà, en 44 jaar na de release van het originele nummer, in 2024, remixten de Duitse producers Jaxomy en Agatino Romero het nummer. Het werd uitgebracht op 20 februari 2024. Het ging in april viraal op YouTube en TikTok toen een video van een wasbeer boven een roterende camera werd geplaatst. Het nummer piekte op plek 7 in de Vlaamse Ultratop 50.